# يوجينيوس فولغاريس

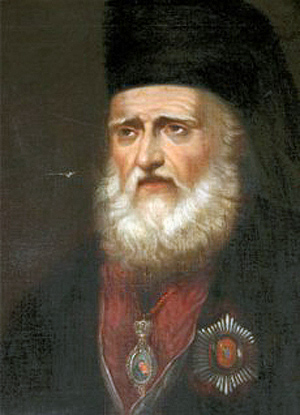
يوجينيوس فولغاريس

كان يوجينيوس فولغاريس أو بولغاريس (1716 – 1806) عالمًا يونانيًا، ومعلمًا أرثوذكسيًا يونانيًا بارزًا، وأسقفًا في خيرسون (القرم). كان يكتب بغزارة عن اللاهوت، والفلسفة، والعلوم، ونشر الفكر الأوروبي الغربي في جميع أنحاء العالم المسيحي اليوناني والشرقي، وكان من كبار المساهمين في التنوير اليوناني الحديث.

## شبابه وتعليمه
وُلِد في جزيرة كورفو، التي كانت تحكمها جمهورية البندقية في ذلك الوقت، باسم إلفثيريوس فولغاريس في 10 أغسطس 1716. درس في كورفو تحت إشراف فيكينتيوس دامودوس، وهو باحث، وتابع دراسته في مدرسة يوانينا (في غرب اليونان) تحت قيادة أثناسيوس بساليداس.
في عام 1737 أو 1738 أصبح راهبًا وكاهنًا باسم يوجينيوس، وبعد ذلك ذهب إلى جامعة بادوفا لدراسة علم اللاهوت، والفلسفة، واللغات الأوروبية، والعلوم الطبيعية.

### مدرّس الأمة اليونانية
في عام 1742، أصبح بولغاريس مديرًا لمدرسة مهمة في يوانينا، الماروتساية. انخرط هناك في نزاع  مع بالانوس فاسيلوبولوس، الذي كان مديرًا لمدرسة أخرى عالية المستوى في المدينة، فيما يتعلق بمقررات مدارسهم الخاصة – جادل فولغاريس لمؤسسة الفلسفة الطبيعية.
منذ 1753 وحتى 1759 كان فولغاريس مديرًا للأكاديمية أثونيت (أثونيت أكاديميا) في دير فاتوبيدي للارتقاء بمستوى الدراسات. درّس هناك الفلسفة والرياضيات. على الرغم من أنه كان يعتبر أحد أبرز المعلمين، إلا أن حرصه على إيصال بعض الأفكار الجديدة عن «التنوير» في أوروبا الغربية سبب رد فعل سلبي بين بعض القادة المسيحيين الأرثوذكس على جبل آثوس. أُجبر في النهاية على ترك المدرسة في بداية عام 1759.
بعد ذلك، ترأس مؤقتًا الأكاديمية البطريركية في القسطنطينية (المعروفة لدى الإغريق باسم «المدرسة الكبرى للأمة»). على أي حال، في عام 1761 تخلى عن حياته التعليمية بشكل دائم.
رغم أن يوجينيوس ارتبط مع بعض المسيحيين الأرثوذكس بمحاولة فاشلة لتأسيس أكاديمية على النمط الغربي على جبل آثوس والأكاديمية البطريركية، إلا أنه كان أيضًا معارضًا قويًا للتبشير الموحد والروماني الكاثوليكي بين المسيحيين الآخرين. وفي مراسلاته مع بيير لوكلير، اللاهوتي الفرنسي الكاثوليكي الينسيني المتعاطف مع التقاليد المسيحية الأرثوذكسية، قال إنه منذ زمن الانشقاق، أنعم المسيحيون الأرثوذكس بالعديد من القديسين والشهداء على قدم المساواة مع القدماء وبفضل المعجزات: «يمجد الله كنيستنا باستمرار وجعلها رائعة، لا تقل بعد الانشقاق عما قبله، وحتى عصرنا» (رسالة يوجينيوس فولغاريس إلى بيير لوكلير، الطبعة الأولى، بقلم أندرياس كوروميلاس [أثينا، 1844]، صفحة 68).